# Ліновка

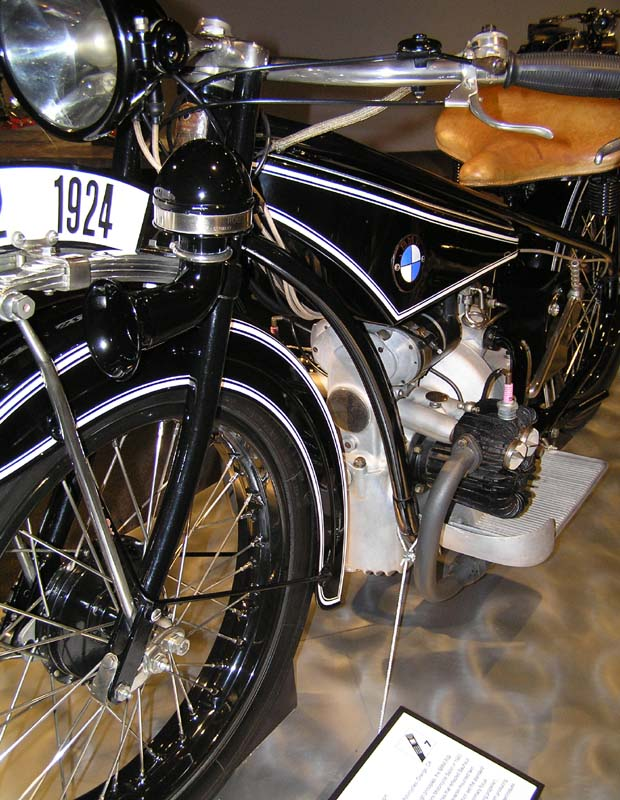
Мотоцикл BMW R32 1924 року, декорований білими ліновками

Ліновка (нім. Linie, linierung) — класична техніка декоративного оздоблення мото, велотехніки, автомобілів та іншого лініями різної товщини та кольору. Була невід'ємним елементом декору мототехніки з початку ХХ століття до орієнтовно 1970 років. Згодом ручне лініювання було замінено наклеюванням декоративних деколей та наліпок.

## Особливості та техніка нанесення
Зазвичай  класична ліновка  малюється  майстром ліновщиком вручну, особливим видовженим пензлем з коротким держачком виготовленим з хутра білки. Така робота вимагає від майстра особливих навичок та  високої кваліфікації. 
Традиційно ліновка наноситься після фарбування деталей машини, лише поверх лакового покриття. Кваліфіковані майстри не використовують окрім пензля додаткових пристосувань, трафаретів, шаблонів, тощо.  Ліновка не малюється мазками, а майстер протягує довгий змочений у фарбі пензель дотримуючись однакової товщини лінії.
Можлива незначна кривина ліній нанесених вручну не вважається браком, а навпаки навіть додає певного шарму виробу.  
Також існують варіанти лініювання під трафарет та спеціальною клейкою стрічкою відповідних кольорів, також за допомогою спеціальних пристосувань: роликових та голкових маркерів. 

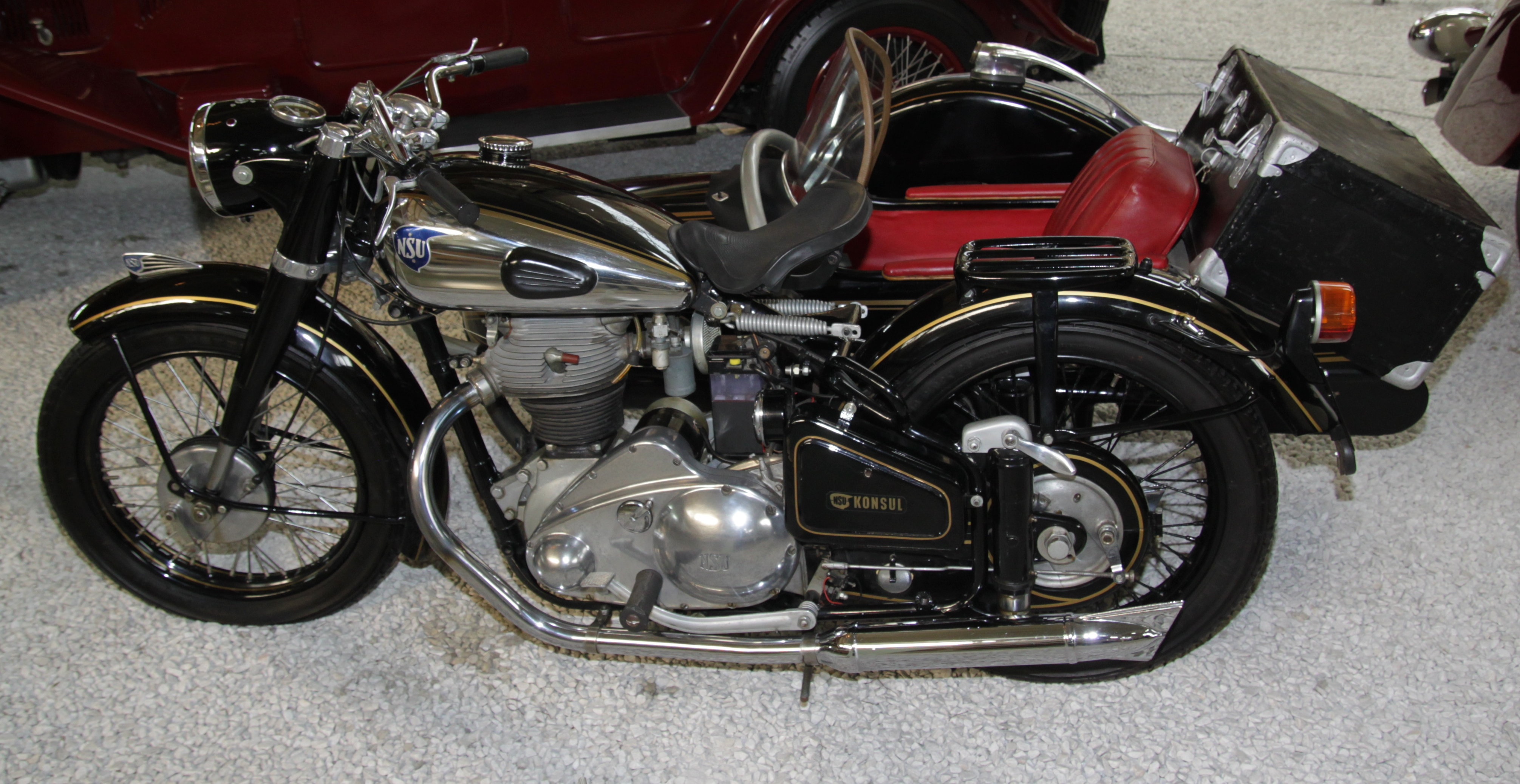
Мотоцикл NSU Konsul 351 OS-T оздоблений ліновками виконаними бронзовою фарбою, 1951 рік

В певний час, на Харківському велозаводі, ЛМВЗ, КМЗ  існували дільниці цехів по лініюванню деталей техніки, в наш час професія лініювальника є мертвою. Сьогодні майстри класичної ліновки цінуються серед реставраторів ретро техніки.

## Цікаві факти
- За виробничими  стандартами підприємств BMW 1930-х років відхилення товщини лінії нанесеної вручну допускалось в межах 0,5 мм[1]
- Зазвичай ліновка бака мотоцикла виконана вручну могла відрізнятись на симетричних лівій та правій його стороні
- В російськомовному середовищі ліновку часто називають «цировка», слово також походить від німецького «zieren» –прикрашати.